# Tadeusz Klofik
Tadeusz Klofik (ur. 1 czerwca 1922 w Czarnkowie, zm. 12 listopada 2003) – polski rolnik i polityk, poseł na Sejm PRL VII i VIII kadencji.

## Życiorys
Uzyskał wykształcenie podstawowe. Prowadził indywidualne gospodarstwo rolne, a także pełnił funkcje prezesa powiatowego Koła Hodowli Owiec oraz wiceprezesa powiatowego Koła Trzody Chlewnej. Zasiadał w prezydium Wojewódzkiego Komitetu Zjednoczonego Stronnictwa Ludowego. Był radnym Powiatowej Rady Narodowej w Chodzieży i Wojewódzkiej Rady Narodowej w Pile. W 1976 uzyskał mandat posła na Sejm PRL VII kadencji w okręgu Piła. Zasiadał w Komisji Administracji, Gospodarki Terenowej i Ochrony Środowiska oraz w Komisji Budownictwa i Przemysłu Materiałów Budowlanych. W 1980 uzyskał reelekcję z tego samego okręgu. W Sejmie VIII kadencji zasiadał w Komisji Administracji, Gospodarki Terenowej i Ochrony Środowiska, Komisji Leśnictwa i Przemysłu Drzewnego oraz w Komisji Administracji, Gospodarki Przestrzennej i Ochrony Środowiska. Otrzymał Brązowy i Złoty Krzyż Zasługi.
Pochowany na cmentarzu parafialnym w Chodzieży.